# Universität Akita

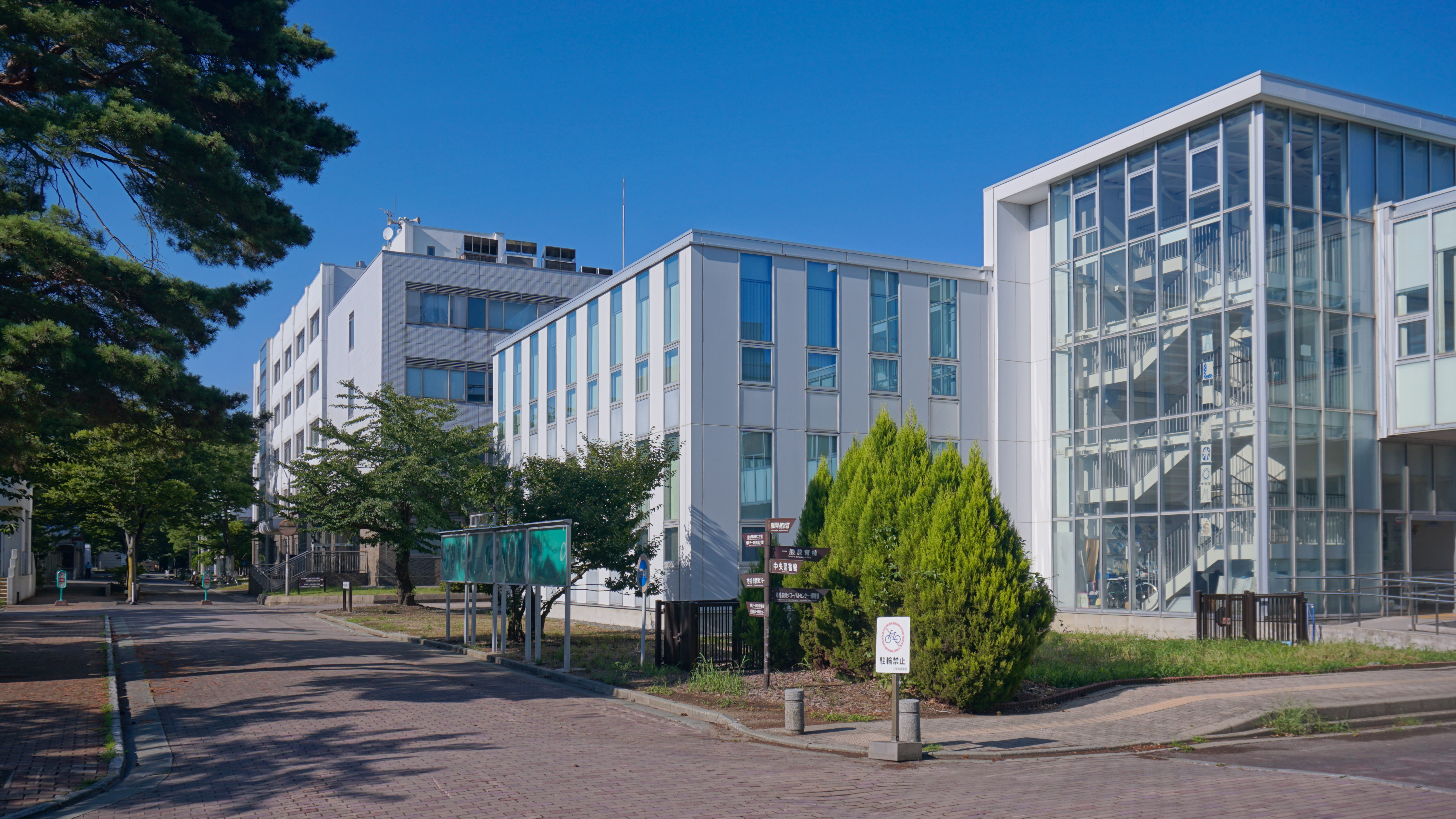
Tegata-Campus

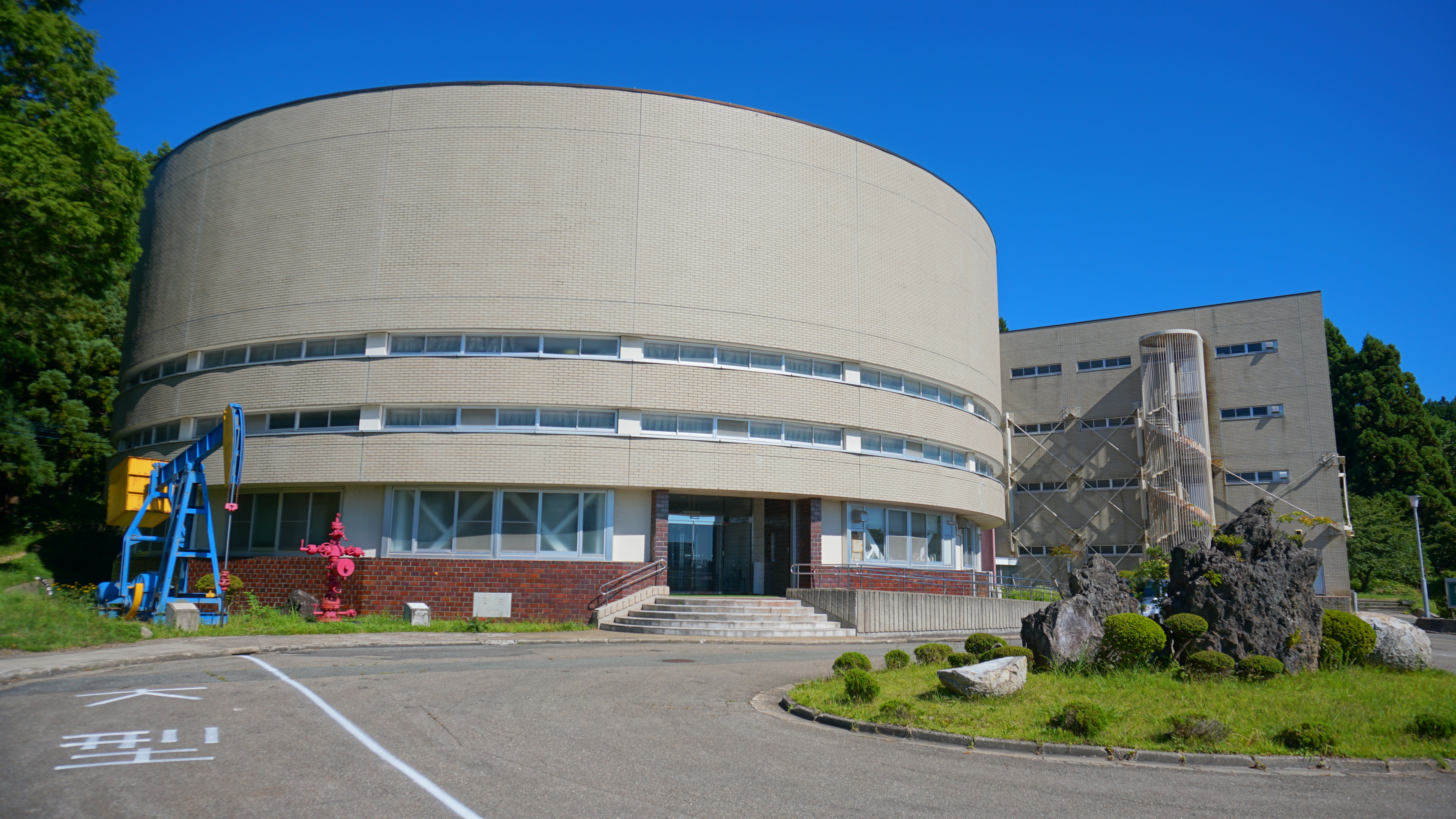
Bergbaumuseum

Die Universität Akita (jap. 秋田大学, Akita daigaku, kurz: Shūdai (秋大)) ist eine staatliche Universität in Japan. Der Hauptcampus liegt in Tegata-Gakuen-machi, Akita in der Präfektur Akita.

## Geschichte
Die Universität wurde 1949 durch den Zusammenschluss der drei staatlichen Schulen gegründet. Die drei waren:
- die Bergfachschule Akita (秋田鉱山専門学校, Akita kōzan semmon gakkō),
- die Normalschule Akita (秋田師範学校, Akita shihan gakkō, gegründet 1878) und
- die Jugend-Normalschule Akita (秋田青年師範学校, Akita seinen shihan gakkō, gegründet 1924).

Der Hauptteil des heutigen Tegata-Campus wurde von der Bergfachschule Akita übernommen. Sie wurde 1910 als die erste japanische staatliche Bergfachschule gegründet, nach dem Modell der Bergakademie Freiberg.
Der erste Rektor war Obana Fuyukichi (小花 冬吉; Rektorat: 1910–1914). Er absolvierte 1879 die Technische Hochschule (工部大学校, heute die Universität Tokio) und studierte an der Bergakademie Freiberg und der Royal School of Mines in London (1883 kam er nach Japan zurück). Er adoptierte für die neu gegründete Bergfachschule das Curriculum von Freiberg. Der dritte Rektor Yokobori Jisaburō (横堀 治三郎; Rektorat: 1917–1925) studierte ebenfalls in Freiberg. Andere Professoren wurden auch von den Rektoren beeinflusst und studierten in Freiberg. Das Bergbaumuseum (鉱業博物館) an der Universität Akita hat eine Kollektion der Bergbau-Modelle, die der Prof. Tsuboi 1922 in Freiberg kaufte.
Die Universität Akita wurde mit zwei Fakultäten eröffnet: Liberal Arts und Bergbau. 1966 benannte die Fakultät für Liberal Arts sich in Fakultät für Pädagogik um, 1998 dann in Fakultät für Pädagogik und Kultur. 1970 wurde die Fakultät für Medizin neu gegründet. Die Fakultät für Bergbau wurde 1998 zur Fakultät für Ingenieur- und Ressourcenwissenschaften (jap. 工学資源学部, engl. Faculty of Engineering and Resource Science) verändert.

## Fakultäten
- Hondō-Campus (in Hondō (Yanagida-aza-Nukazuka), Akita, 39° 43′ 51,6″ N, 140° 9′ 5″ O):
  - Fakultät für Medizin
- Tegata-Campus (in Tegata-Gakuen-machi, Akita, 39° 43′ 40,9″ N, 140° 8′ 2,6″ OKoordinaten: 39° 43′ 40,9″ N, 140° 8′ 2,6″ O):
  - Fakultät für Ingenieur- und Ressourcenwissenschaften
  - Fakultät für Pädagogik und Kultur